# كارولينا (مغنية)
كارولينا (بالعبرية: קרולינה‏) هي مغنية إسرائيلية، ولدت في 19 مارس 1971 في يافا في إسرائيل.

## وصلات خارجية
- الموقع الرسمي
- كارولينا على موقع IMDb (الإنجليزية)
- كارولينا على موقع ميوزك برينز (الإنجليزية)
- كارولينا على موقع ميوزك برينز (الإنجليزية)
- كارولينا على موقع ديسكوغز (الإنجليزية)
- كارولينا على موقع ديسكوغز (الإنجليزية)